# Agelaea trinervis
Agelaea trinervis är en tvåhjärtbladig växtart som först beskrevs av Llanos, och fick sitt nu gällande namn av Elmer Drew Merrill. Agelaea trinervis ingår i släktet Agelaea och familjen Connaraceae. Inga underarter finns listade i Catalogue of Life.